# Pelle Mattsson
Pelle Elkjær Mattsson (Marstal, 4 agosto 2001) è un calciatore danese, centrocampista dello Silkeborg.

## Biografia
È il figlio dell'allenatore svedese Joakim ed è il fratello di Magnus, anche lui calciatore professionista di nazionalità danese.

## Carriera

### Club
Cresciuto nel settore giovanile dello Silkeborg, esordisce in prima squadra il 21 aprile 2019, in occasione dell'incontro di 1. Division vinto per 0-2 contro l'Hvidovre.

### Nazionale
Nel 2019 ha giocato 3 partite con la nazionale danese Under-19.

## Statistiche

### Presenze e reti nei club
Statistiche aggiornate al 26 agosto 2022.
| Stagione        | Squadra         | Campionato      | Campionato | Campionato | Coppe nazionali | Coppe nazionali | Coppe nazionali | Coppe continentali | Coppe continentali | Coppe continentali | Altre coppe | Altre coppe | Altre coppe | Totale | Totale |
| Stagione        | Squadra         | Comp            | Pres       | Reti       | Comp            | Pres            | Reti            | Comp               | Pres               | Reti               | Comp        | Pres        | Reti        | Pres   | Reti   |
| --------------- | --------------- | --------------- | ---------- | ---------- | --------------- | --------------- | --------------- | ------------------ | ------------------ | ------------------ | ----------- | ----------- | ----------- | ------ | ------ |
| 2018-2019       | Silkeborg       | 1D              | 1          | 0          | CD              | -               | -               |                    | -                  | -                  |             | -           | -           | 1      | 0      |
| 2019-2020       | Silkeborg       | SL              | 0+1        | 0          | CD              | 0               | 0               |                    | -                  | -                  |             | -           | -           | 1      | 0      |
| 2020-2021       | Silkeborg       | 1D              | 9+8        | 0          | CD              | 1               | 0               |                    | -                  | -                  |             | -           | -           | 18     | 0      |
| 2021-2022       | Silkeborg       | SL              | 10+8       | 0          | CD              | 2               | 0               |                    | -                  | -                  |             | -           | -           | 20     | 0      |
| 2022-2023       | Silkeborg       | SL              | 6          | 0          | CD              | 0               | 0               | UECL               | 1                  | 0                  |             | -           | -           | 7      | 0      |
| Totale carriera | Totale carriera | Totale carriera | 43         | 0          |                 | 3               | 0               |                    | 1                  | 0                  |             | -           | -           | 47     | 0      |

## Palmarès

### Club

#### Competizioni nazionali
- 1. Division: 1

Silkeborg: 2018-2019
- Coppa di Danimarca: 1

Silkeborg: 2023-2024